# Marian Cozma
Marian Cozma, född 8 september 1982 i Bukarest i Rumänien, död 8 februari 2009 i Veszprém i Ungern, var en rumänsk handbollsspelare.

## Handbollskarriär
Cozma började sin handbollskarriär i Dinamo Bucureşti där han spelade i A-laget 2002-2006 och blev rumänsk mästare säsongen 2004/2005. Under sin tid i Dinamo blev han en gång knivhuggen i ryggen av rivaliserande supportrar i närheten av sitt hem och fick ett åtta centimeter långt och tre centimeter djupt sår. Han återhämtade sig dock snabbt och var snart tillbaka på planen.
2006 gick han över till MKB Veszprém KC och vann 2008 det ungerska mästerskapet och Cupvinnarcupen. 
Vid tiden för sin död var han aktuell för flera stora spanska handbollsklubbar, bland andra FC Barcelona . Ett par dagar före sin död tackade han nej till fortsatt spel i det rumänska landslaget eftersom han ansåg att han inte fått spela tillräckligt mycket i VM-turneringen 2009 och det ryktades att han skulle söka ungerskt medborgarskap för att kunna spela för dem i framtiden .

## Död
Cozma avled den 8 februari 2009 efter att ha blivit knivhuggen på en bar i Veszprém. Spelarna i MKB Veszprém KC firade en lagmedlems födelsedag och födelsen av en annans son då de attackerades av 25-30 romer. Cozma avled på väg till sjukhus och två andra lagmedlemmar skadades svårt .